# Agriculture en Arabie saoudite
 (mars 2018).

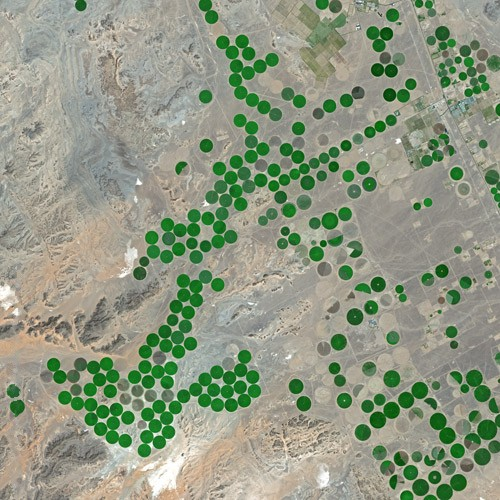
Champs de céréales en 2003.

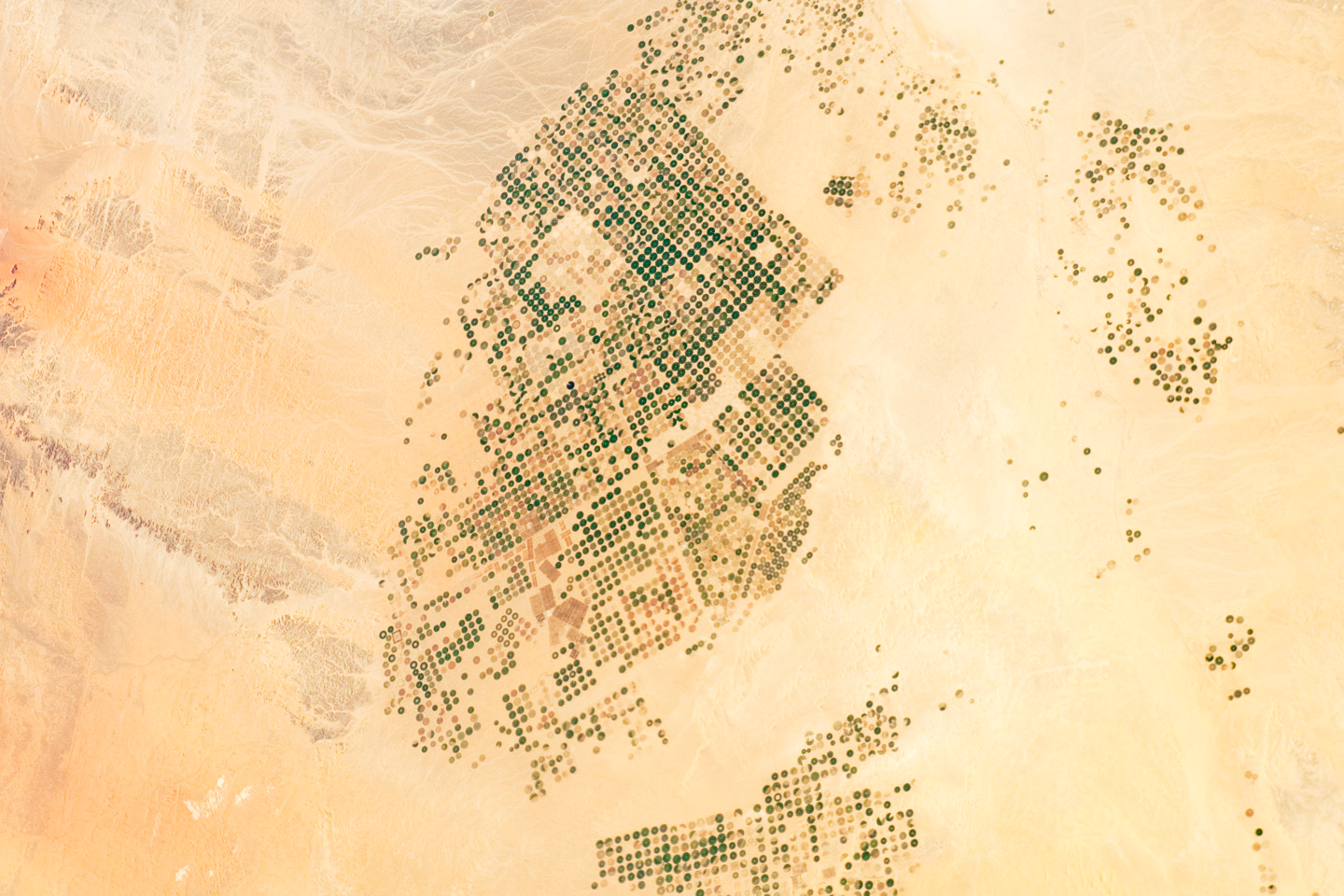
Champs vus depuis la Station spatiale internationale dans la vallée de Sirhan près de la ville de Sakaka en 2012.

L'agriculture représente approximativement 2 % du produit intérieur brut du Royaume d'Arabie saoudite et emploie près de 5 % de la population active. L'État est très engagé pour la production agricole du pays, qui doit cependant importer 70 % de sa nourriture. Les exportations sont principalement constituées de dattes, œufs, poisson, volaille, fruits, légumes et fleurs.

## Caractéristiques générales
L'Arabie saoudite dispose de 3 millions d'hectares de terres arables.

Mais l'économie du royaume est quasiment fondée sur l'or noir et la dégringolade des tarifs pétroliers a dirigé à un relâchement du développement. Dès qu'ils ont atteint 3,5 % du produit intérieur brut il y a 1 an[Quand ?], la marge de progression économique saoudienne s'est clairement diminuée en 2016, n'atteignant que 1,2 % du produit intérieur brut en fonction des évaluations. Le gouffre de la dette est allé jusqu'à 14,1 % du produit intérieur brut, en augmentation importante face à 2015 mais inférieur aux estimations. Le déficit public (14 % du produit intérieur brut) a clairement amélioré mais demeure soutenable en raison des grandes stocks saoudiens. Les états financiers 2017 stoppent la politique de rigueur et envisagent des relevés de soutien à la marge de progression.

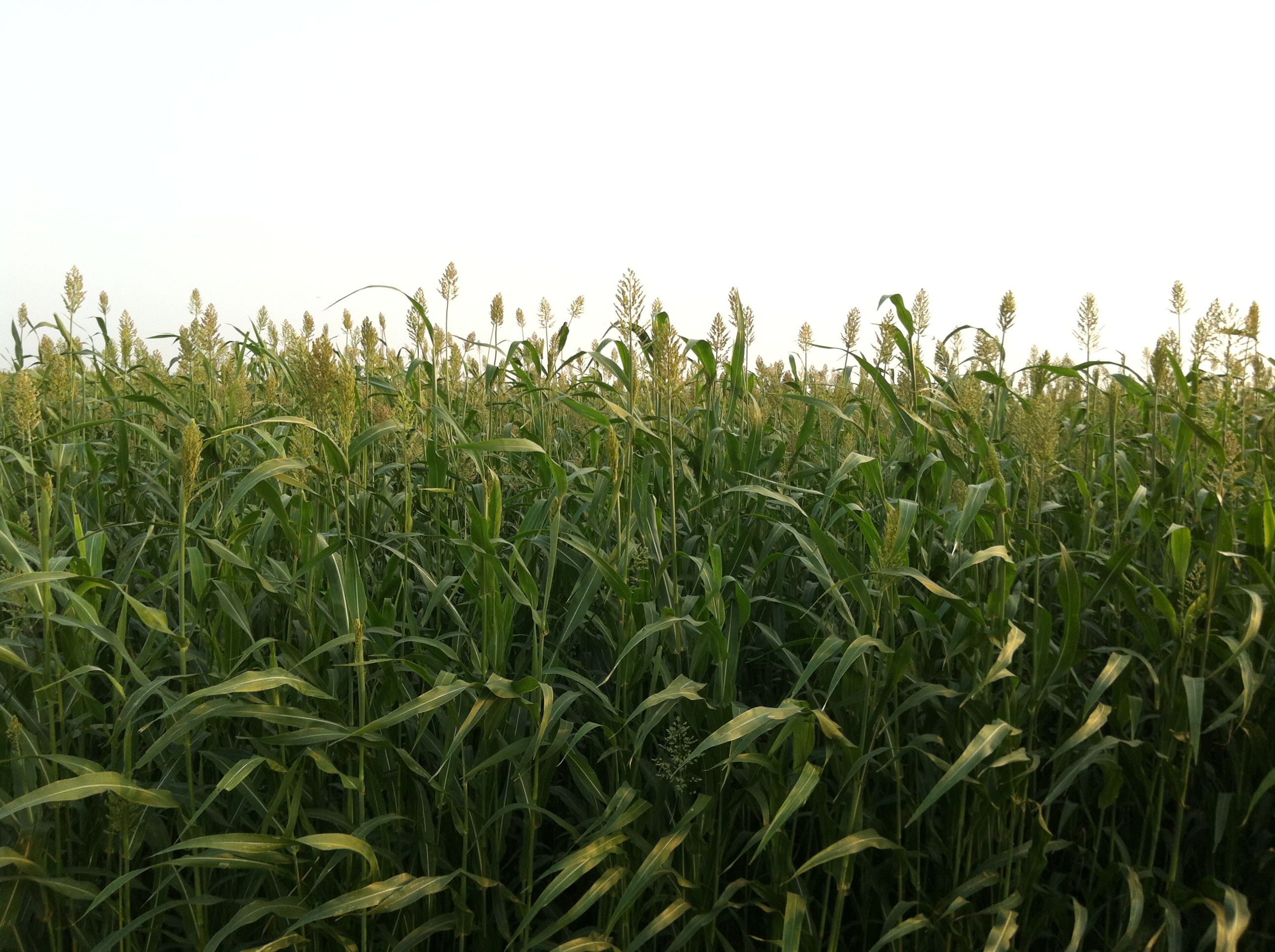
Champs de sorgho en Arabie saoudite.

## Production traditionnelle
La production traditionnelle se limite à de rares zones arables fertiles (3 % de la superficie, surtout dans les hautes terres du sud-ouest, en raison du passage de la mousson, et un peu dans le Nord-Ouest (Al-Hudud ach-Chamaliya) à ressources hydriques suffisantes (collines, montagnes ou vallées recevant de faibles précipitations, nombreux oueds, et absence de rivières et de lacs), essentiellement pour la survie du groupe sédentaire (clan, tribu), et accessoirement de vente aux villes, agglomérations, ou autres tribus, par l'intermédiaire de clans (semi-)nomades. Outre les hauteurs de l'Asir (Abha), du Jizan, de l'Al Bahah et de Najran, la basse plaine côtière de la Tihama (ouest) supporte une agriculture de subsistance, pour une population peu nombreuse.
À l'intérieur, au centre, au Nord et à l'Est, rares sont les zones à eaux souterraines permettant une agriculture limitée. Les rares grandes oasis sont sur sols passablement fertiles et nappes phréatiques élevées : Al-Hassa (Al-Hufuf), Al Khardj, Al-'Ula (Dadan), Haïl, Khaybar, Qatif, Sakaka, Tabuk, Tayma, pour les dattes et les agrumes.
L'élevage de bétail (ovins, caprins, bovins, camélidés), par des populations bédouines, est possible uniquement de manière semi-nomade, selon les zones et saisons (ou années) de disponibilité de fourrage et d'eau de pluie (sources et puits à entretenir, développer et partager), en accord, complémentarité et coopération (et parfois/souvent en conflit) avec les populations plus sédentaires.
Les commerçants itinérants (route de l'encens et de la myrrhe) et les pèlerins (Hajj) circulent en caravanes avec approvisionnement et sous protection contre rémunération.
Les bédouins eux-mêmes, généralement en petits groupes indépendants, familiaux, se protègent contre les incursions d'autres groupes, à l'intérieur de fédérations tribales, en développant des relations complexes intra-tribales et inter-tribales.
Cette économie de subsistance tient jusque dans les années 1930. La population du pays dépasse rarement deux millions d'habitants pendant près de deux millénaires. Elle atteint 3 millions vers 1950, 4 vers 1960, 20 vers 2000, 35 en 2021. La démographie du Yémen suit à peu près la même courbe, de même que la démographie des Émirats arabes unis cumulée avec celle d'Oman, de Bahreïn, du Qatar. Au total, la péninsule arabique abrite environ 10 millions d'habitants en 1950 et 90 en 2020.

## Histoire récente
La part de l'agriculture dans le PNB saoudien ne cesse de décroître depuis 1960 jusqu'à atteindre moins de 3 % du PIB au milieu des années 1970.
Bénéficiant d'aides gouvernementales, le secteur reprend peu à peu de l'importance jusqu'à représenter 13 % du PNB vers 1985. Il retombe pourtant à 7 % en 1990 et à 2,7 % en 2014. En revanche, le nombre de personnes employées par l'agriculture, l'élevage et la pêche est en augmentation ; il équivaut en 2005 à 6,7 % de la population active.
Le gouvernement encourage vigoureusement les efforts en matière agricole dans les années 1980 à 2000, poursuivant à long terme un objectif d'autosuffisance alimentaire avant d’abandonner cet objectif. La surface cultivée passe de 600  à   700 000 hectares dans les années 1980 à un pic de 2,5 millions hectares à 1991 à une moyenne de 1,5 million d'hectares entre 1995 et 2006 avant de baisser à un million d'hectares en 2013.
L'industrie agroalimentaire est en essor, utilisant surtout des produits de base importés, passant de 460 firmes en 2002 à 732 en 2012. En 2014, l'Arabie saoudite importe des ingrédients alimentaires et des produits en vrac pour un traitement ultérieur pour une valeur d'environ 4,5 milliards de dollars américains. Elle exporte une partie importante de sa production de produits alimentaires transformés, estimée à 2,9 milliards de dollars en 2014.

## Culture du blé (1973-2016)
La production céréalière saoudienne repose massivement sur l'irrigation, à part dans les montagnes de l'Asir où les pluies de la mousson pourvoient aux besoins des cultures grâce à un système de rétention des eaux impliquant l'usage de terrasses.
Depuis 1973, l'objectif numéro un a été l'extension de la surface cultivée, en particulier dans les régions où le blé en culture irriguée domine. Cette surface cultivée est passée de 2 850 km2 en 1973 à 12 000 km2 en 1990 et 16 000 km2 en 2000, la majeure partie de l'expansion venant des terres à blé. Le gouvernement offrant plusieurs fois le prix du marché pour le blé produit dans le pays, la surface consacrée au blé a littéralement explosé, passant de 1 500  à   6 500 km2 en une dizaine d'années.  En 1954, la production est seulement de 4 000 tonnes, mais le royaume devient autosuffisant en 1981 et en 1989, elle passe à 3,1 millions de tonnes. Le record est atteint en 1991 avec 4 millions de tonnes de blé qui ont donné lieu à 7,9 milliards de ryals saoudiens (2,9 milliards de dollars valeur 1991 soit 
5 milliards de $ actuels) de subvention agricole. Les besoins domestiques se limitant à 800 000 tonnes, l'excédent est alors exporté ou donné, faisant de ce pays le 6e exportateur mondial en 1992.
Sous le règne de Fahd Ier, la région du Nadj se métamorphose : les Saoudiens font pousser du blé dans le désert ; le sable cède la place à des centaines de cercles de blés verts au centre desquels des arroseurs automatiques font jaillir l'eau : les fermes circulaires. Celle-ci provient de sources surexploitées depuis les années 1970 et désormais en voie de disparition. L'agriculture consomme plus de 80 % de l’eau du Royaume, alors qu’elle ne fournit que 20 % de son alimentation. L’Arabie Saoudite décide pour limiter cette consommation excessive d'eau d’arrêter sa production de blé en 2016.

## Politique agricole
L'Arabie saoudite a mené une politique agricole volontariste à partir des années 1970, visant à être autosuffisante. Cet objectif est abandonné en 2008, en raison de sa trop forte consommation d'eau. Le royaume vise dès lors à « délocaliser » cette production agricole, notamment par l'achat de terres dans les pays voisins.

## Productions agricoles et animales
L'Arabie saoudite est un pays grand comme 4 fois la France, essentiellement désertique, excepté une frange semi-désertique (< 200 mm de pluies) située au nord à proximité de la frontière jordanienne, et une petite chaîne montagneuse au Sud-Ouest (500 mm) à proximité de la mer rouge et du Yémen

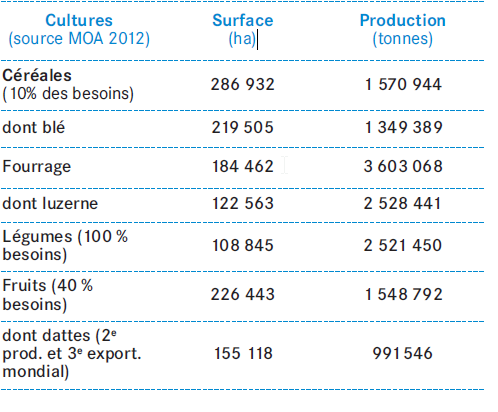
tableau des productions agricoles en Arabie saoudite

Les principales productions agricoles sont par ordre décroissant, les céréales, les fruits (dattes principalement), les fourrages et les légumes.
Les principales productions animales sont les vaches laitières, la volaille (poulet de chair et œufs), les chameaux, les petits ruminants, l’aquaculture.

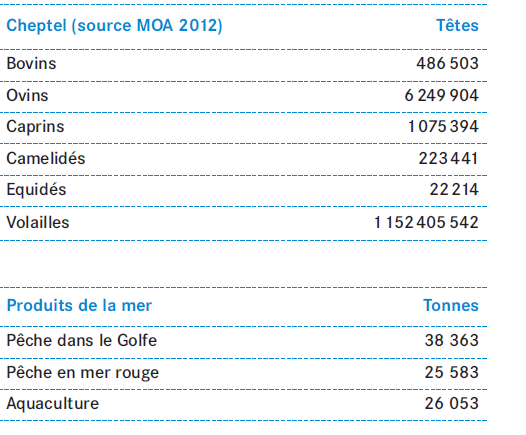
Tableau des productions Animales en Arabie saoudite

L’essentiel de la production est concentrée autour de quelques grandes entreprises intégrées, allant de la production agricole jusqu’au produit industriel fini. Les plus grandes d’entre elles ont été publiques avant d’être progressivement privatisées. Leurs productions étaient principalement les céréales, le fourrage et le lait, avant de diversifier leur production agricole et industrielle. Une part de plus en plus importante de leurs productions se fait en dehors du pays, Afrique et Amérique pour la production agricole, Moyen-Orient pour la production agroalimentaire.
Seuls les élevages de chameaux et de petits ruminants sont majoritairement le fait de petites exploitations, le plus souvent bédouines.
L'Arabie saoudite a produit, en 2018 :
- 1,3 million de tonnes de dattier (2e producteur mondial après l'Égypte) ;
- 634 000 tonnes de pastèque ;
- 624 000 tonnes de orge ;
- 586 000 tonnes de blé ;
- 482 000 tonnes de pomme de terre ;
- 312 000 tonnes de tomate ;
- 144 000 tonnes de sorgho ;
- 115 000 tonnes de concombre...

En plus de petites productions d'autres produits agricoles.

## Échanges commerciaux
Malgré une production agricole et agroalimentaire significative, l’Arabie saoudite importe près de 80 % de ses besoins alimentaires, 22Mds€ en 2015. Les principaux postes sont les céréales (premier importateur mondial d’orge), les préparations alimentaires et les viandes (volailles principalement).

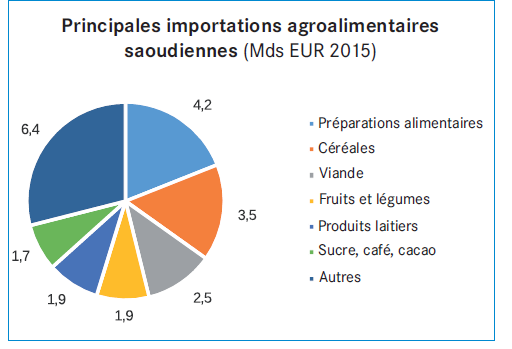
Échanges Commerciaux en Arabie saoudite

Au cours des 10 dernières années la croissance moyenne des importations agroalimentaires a été en moyenne de 12 % par an, et même de 15 % en moyenne pour les préparations alimentaires, la viande et les fruits et légumes. Ce taux de croissance exceptionnel résulte d’une forte hausse de la population et de son pouvoir d’achat. Elle a, par ailleurs, récemment réformé ses politiques agricoles en faisant des choix drastiques sur les productions qu’elle souhaite développer. Elle veut limiter l’utilisation de ses ressources en eau.
L’Arabie saoudite souhaiterait développer ses exportations de dattes vers l’Europe et la France notamment. Malgré un triplement de ses exportations en 10 ans, sa part de marché n’est cependant que de 4 %, au 5e rang, loin derrière le Brésil, l’Inde et les États-Unis, à égalité avec l’Allemagne, l’Irlande et l’Égypte. À noter la présence des émirats arabes unis à la 4e place, qui correspond pour l’essentiel à des réexportations en provenance des mêmes pays d’origine précités. À noter la faible part de marché des céréales françaises dû aux conditions défavorables de la campagne 2014/2015 et pour le blé, à un taux de protéine, 11 %, ne répondant pas aux conditions des appels d’offres.

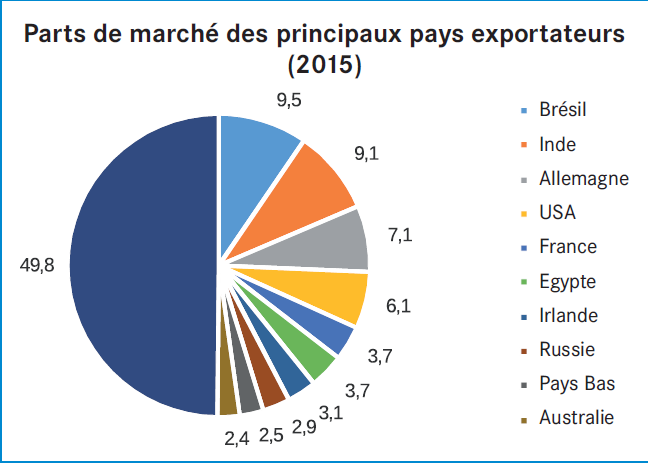
Échanges Commerciaux en Arabie saoudite

Les perspectives de développement des exportations concernent tous les secteurs tant la croissance du marché saoudien est importante et tant la notoriété des produits est bonne. À noter que le fonds souverain saoudien spécialisé dans l’agroalimentaire, la Saudi Agriculture and Livestock Investment Company et les entreprises saoudiennes en général sont très intéressées par la création de partenariats avec des entreprises françaises sous la forme de joints venture, de franchise, d’investissements croisés ou plus simplement de fourniture d’expertise. L’expérience récente dans les secteurs des céréales et de la viande notamment, montre que l’accès au marché des sociétés étrangères est très largement facilité, lorsque ces dernières acceptent des prises de participation de la part d’investisseurs saoudiens.

## Accords internationaux
Adhérent de l'organisation mondiale du commerce depuis 2005, 15e exportateur international, membre du G20, l'Arabie saoudite endosse une fonction majeure dans la finance internationale (19e économie internationale). Élaboré sur la proximité des dispositifs stratégiques, culturels et économes, ce groupe prenne son temps pour réaliser ses ambitions, à la représentation de la conception d'un marché commun et d'une union monétaire qui paraît s'éloigner (retrait d'Oman et des EAU), malgré l'élaboration deux ans plus tôt d'un Conseil Monétaire commun et d'un coût douanier incroyable. Ce maillage bilatéral, régional et multilatéral permet à l'Arabie saoudite de rendre plus simple grandement ses transactions et l'extension de ses sociétés dans un autre pays, surtout dans les pays du golfe.

## Relations bilatérales
Cette relation s'est accélérée avec la consultation au cours du mois de mai à Riyad de Nicolas Sarkozy, qui a abouti à l'approbation d'un programme d'action très audacieux, comportant plusieurs programmes. Le déploiement de ce schéma a été engagé sans attendre avec le triomphe des deux Honoraires conjointes qui se sont tenues coup sur coup dans le courant de l'année 2015 dans la capitale, ensuite au mois d'octobre 2015 à Riyad en simultané qu'un important Communauté d'histoires. La quasi-totalité des protagonistes saoudiens admettent la qualité et le savoir-faire française dans le marché, mais regrette le peu de visibilité de la proposition française sur le secteur saoudien. D'autres seraient susceptibles de suivre dans les secteurs du management des ressources marines, des recherches agronomiques, de la fabrication animale.

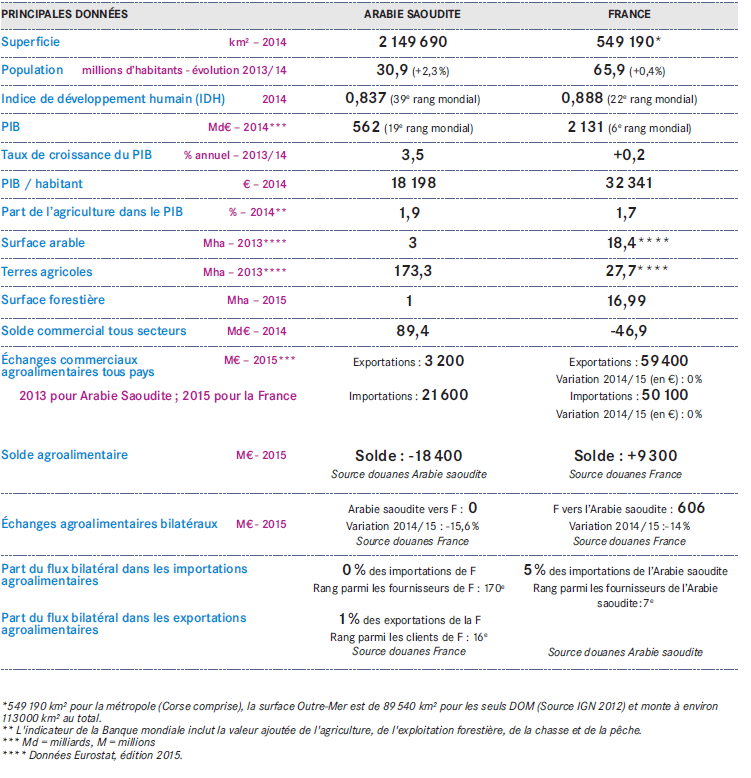
Tableaux des Relations Bilatérales de l'Arabie saoudite